# Спортсмен-лідер
Спортсмен-лідер (також спортсмен-ведучий, пілот (у велоспорті) або гайд від англ. Sighted guide) — спортсмен, який веде по трасі паралімпійця з порушенням зору.
Забезпечує при виступі у парі зі спортсменом з інвалідністю по зору виконання ним тренувальних і змагальних завдань відповідно до плану підготовки та правилами спортивних змагань, забезпечує його старт, а під час проходження дистанції керує діями, у тому числі із застосуванням радіозв'язку, і забезпечує фініш. Підтримує високий рівень своєї загальної фізичної і спеціальної підготовки, що забезпечує спортсмену досягнення високих спортивних результатів. Веде облік по виконанню завдань, передбачених своїм індивідуальним планом підготовки та планом підготовки спортсмена. Спільно з тренерським складом бере участь в плануванні тренувального процесу як власного, так і спортсмена.
Разом з паралімпійцями нагороджуються медалями змагань.

## Спорт

### Паралімпійські ігри
Зимові:

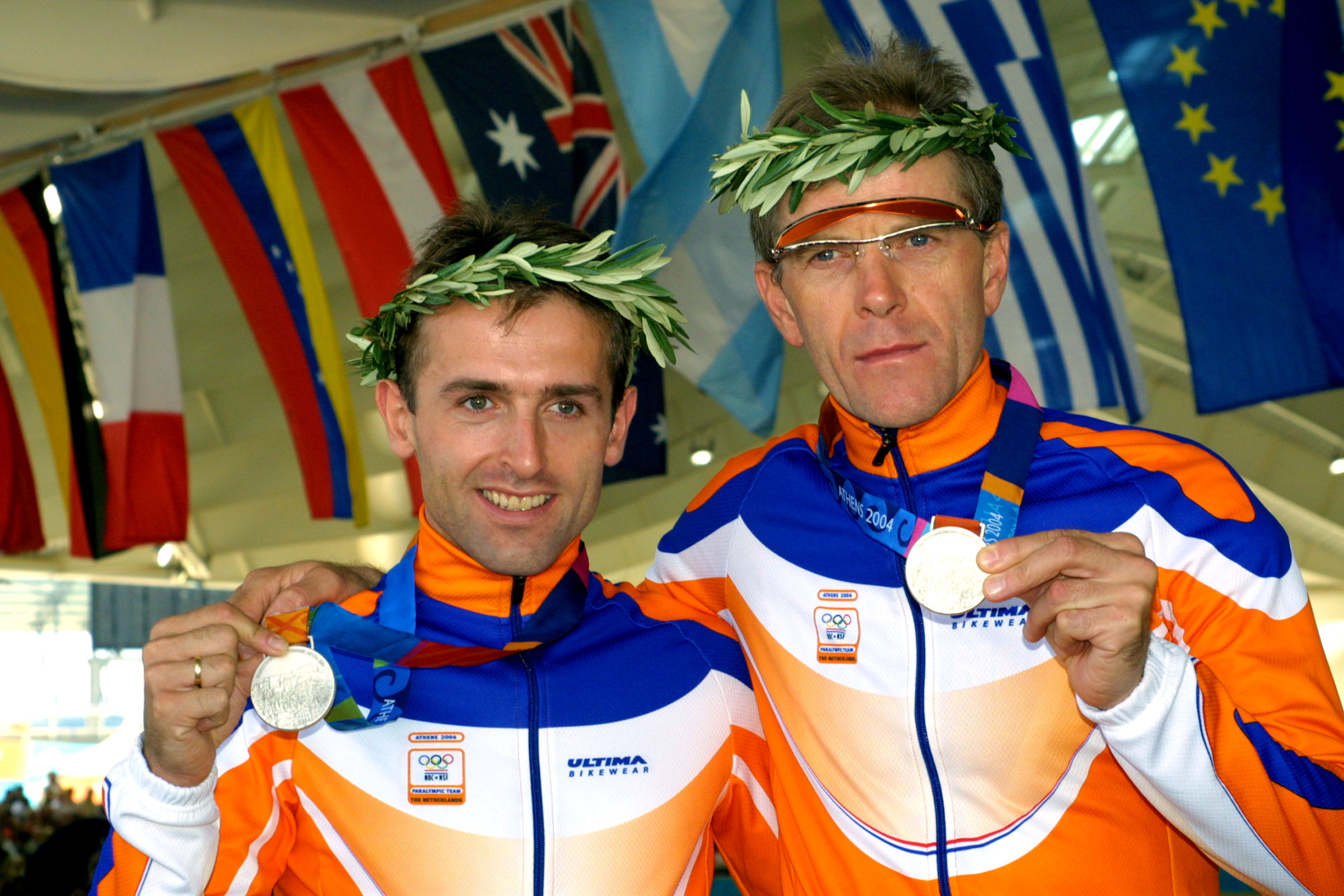
Спортсмен-лідер Pascal Schoots (ліворуч) і Jan Mulder (праворуч) виграли срібну медаль із велоспорту на Літніх параолімпійських іграх 2004 в Афінах

У змаганнях Зимових Паралімпійських ігор існують 3 класифікації спортсменів інвалідністю по зору:
- B1 — повна відсутність зору
- B2 — гострота зору до 2/60
- B3 — гострота зору від 2/60 до 6/60.

Спортсмен-лідер обов'язково використовується для класифікацій B1 і B2, необов'язково для B3.
У лижних гонках, гірськолижному спорті, пара-сноуборді та біатлоні гайд йде по трасі разом з паралімпійцем і використовує голосову інструкцію про рельєф траси за допомогою радіозв'язку.
Літні:

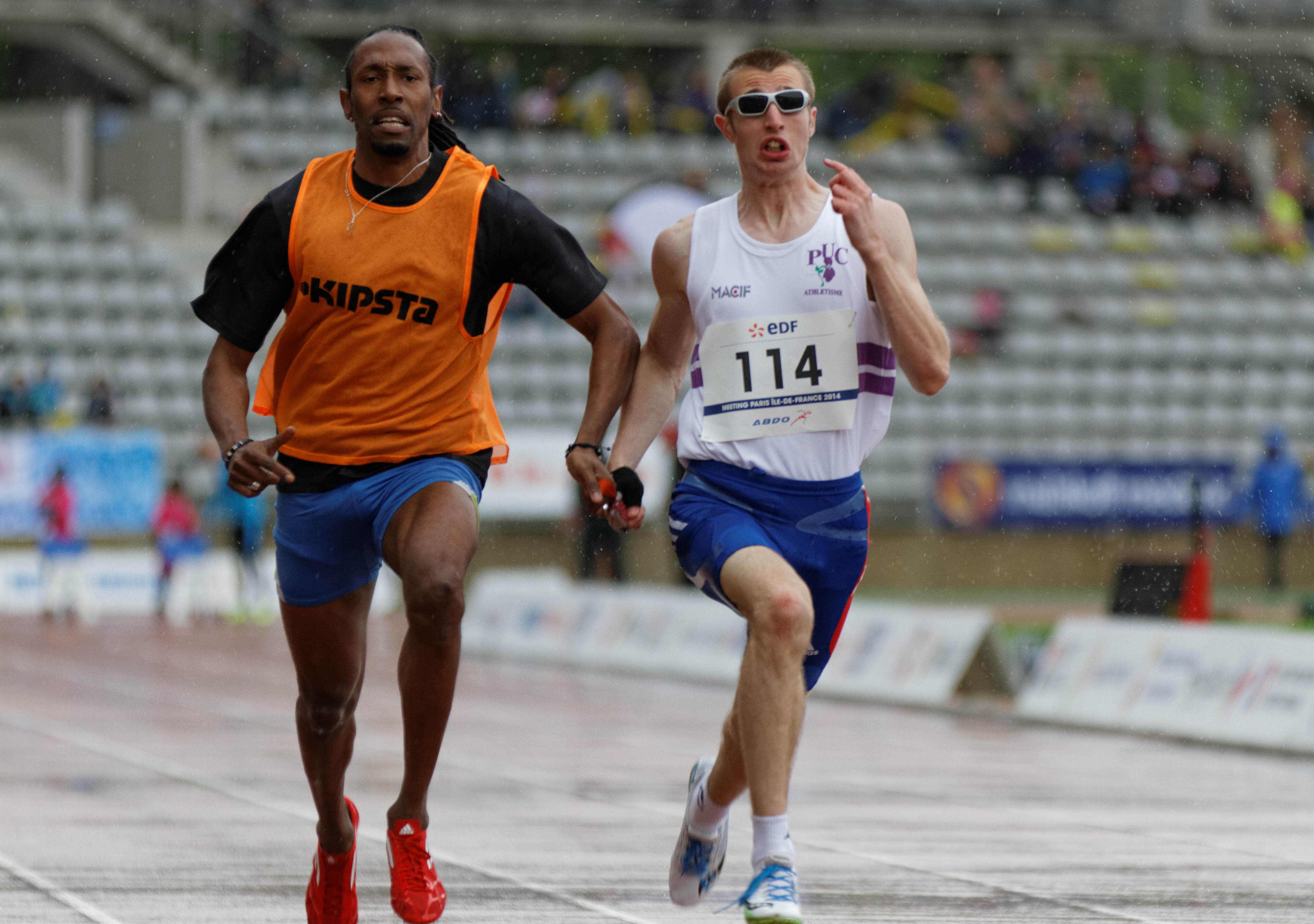
Timothée Adolphe і його гайд Cédric Felip, біг на 100 м

У літніх Паралімпійських іграх гайд використовується у тріатлоні, легкій атлетиці, велоспорті (як пілот), кінному спорті і футболі.